# Limnephilus nogus
Limnephilus nogus là một loài Trichoptera trong họ Limnephilidae. Chúng phân bố ở miền Tân bắc.